# Cadillac Calais
Cadillac Calais — ряд автомобилей, производившихся Cadillac с 1965 по 1976 год. В модельном ряду они заменили 62-ю серию. Название Calais автомобили получили в честь Кале — одного из двух крылатых по древнегреческой мифологии сыновей Бореады, бога Северного Ветра, и Орифии. 

## 1965—1970
Производство Cadillac Calais началось в 1965 году. Cadillac Calais представляет собой перелицованный вариант 62-й серии, у которого задние плавники были слегка наклонены вниз, и появились чёткие линии кузова. Задний бампер был прямым, а задние огни были расположены вертикально, что позволяло создать широкую радиаторную решётку. Боковые окна были изогнутыми и безрамочными. Конструкция рамы по периметру позволила установить двигатель в раме, тем самым снизив нагрузку на трансмиссию и увеличив внутреннее пространство.
В отличие от Cadillac Deville, у Cadillac Calais обивка сидений без кожи, а виниловая крыша изначально не предлагалась. В стандартную комплектацию входили высококачественная ткань и винил, такие же, как у Buick Electra и Oldsmobile 98.
В 1966 и 1968 годах решётка радиатора была обновлена, а в 1967 и 1969 годах модель прошла кардинальный рестайлинг.

### Галерея

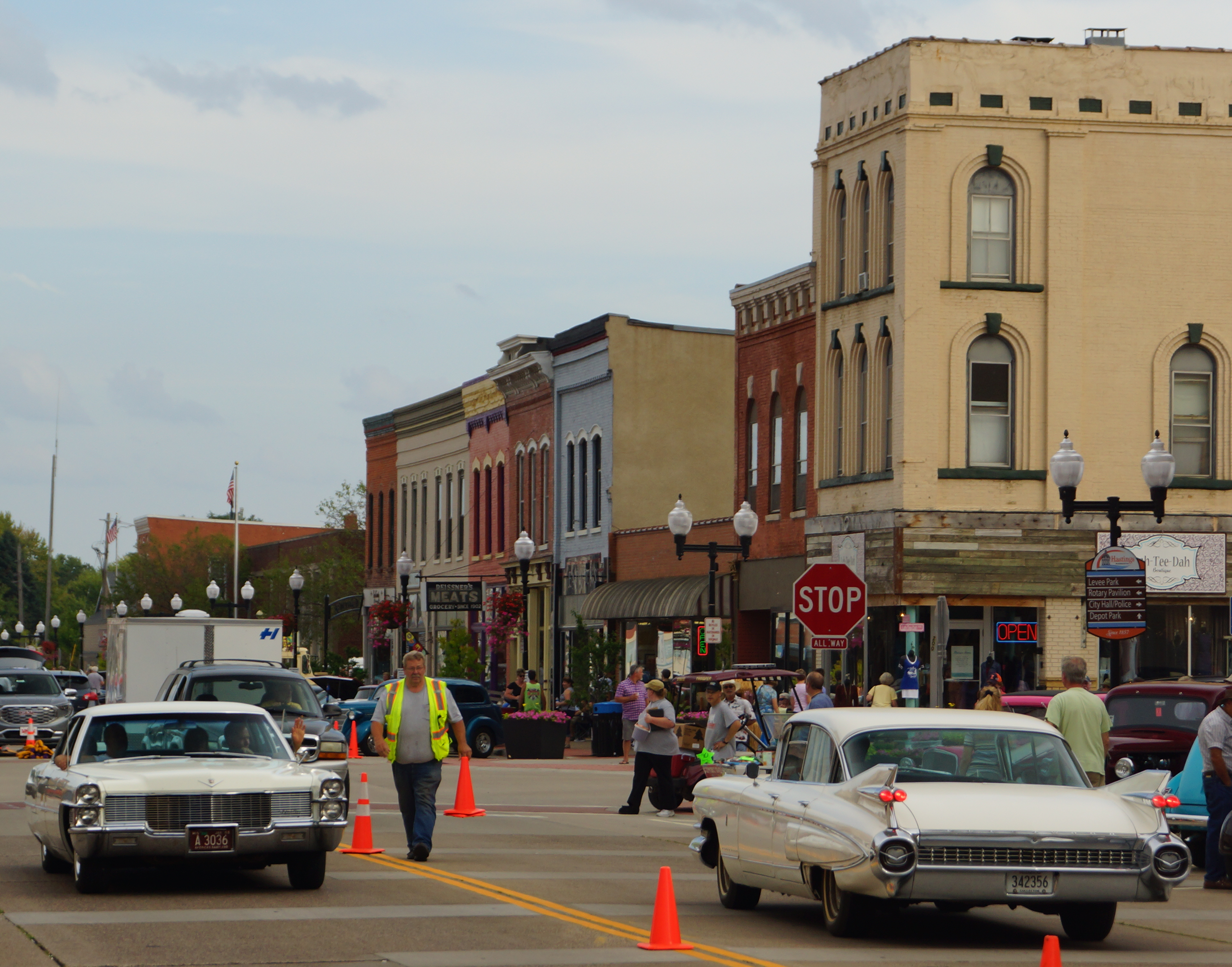
1965 Cadillac Calais и 1959 Cadillac Eldorado
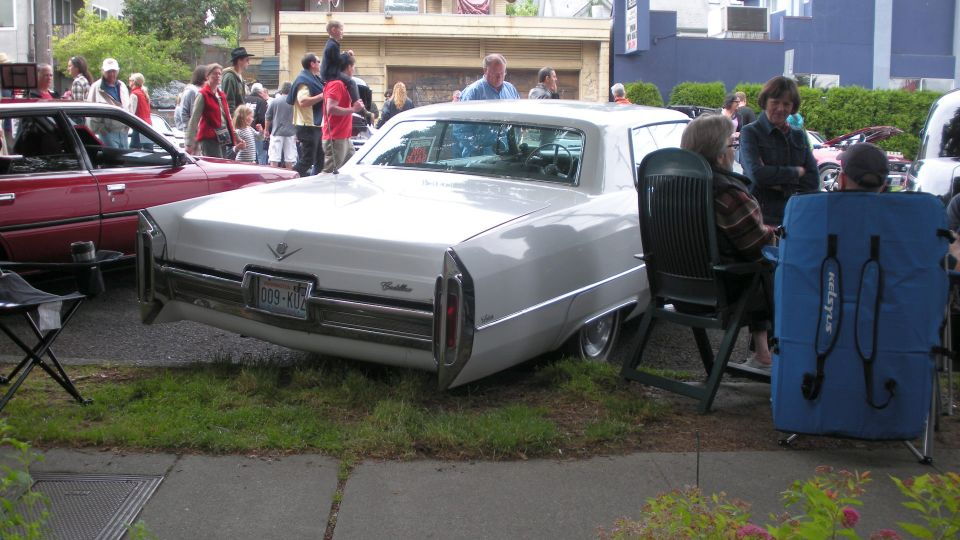
1966 Cadillac Calais
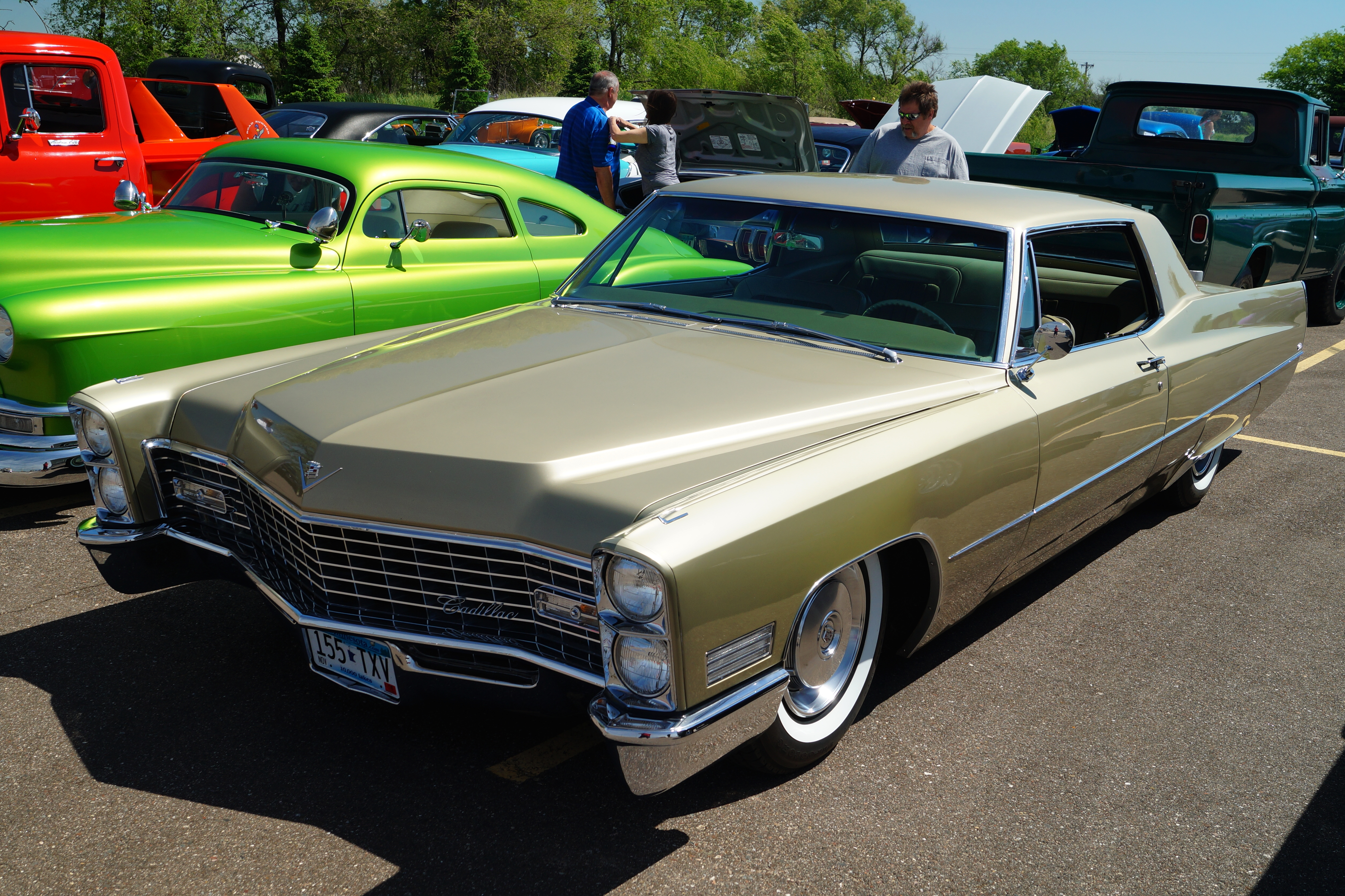
1967 Cadillac Calais
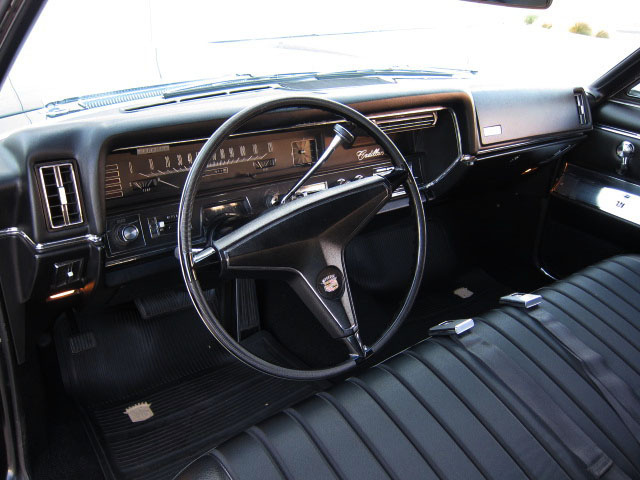
Интерьер

## 1971—1976
В 1971 году был проведён рестайлинг как внутри, так и снаружи. Пары индивидуально размещённых круглых фар располагались шире друг от друга, между каждой парой был установлен крылатый герб Cadillac. V-образная решётка радиатора окрашена в цвет яичного белка и была защищена массивными вертикальными щитками, обрамляющими прямоугольное углубление в номерном знаке. Использовался широкий капот с ветровыми щитками во всю длину, заметной центральной складкой и «утоплёнными» стеклоочистителями. Увеличенный герб Cadillac (опять же, без традиционной буквы «V») украшал лицевую часть капота, а новые дополнительные волоконно-оптические соединители фонарей были размещены на каждом переднем крыле. Горизонтальный молдинг ремня безопасности проходил от задней части корпуса переднего колеса почти до задней колеи, где эллиптическая выпуклость в кузове переходила в точку и где над и под хромированной полосой были размещены тонкие прямоугольные боковые метки. Отверстия для задних колёс снова были закрыты подкрылками. Новые вертикальные задние фонари больше не были разделены хромированной полосой. Длинные горизонтальные задние фонари были установлены в бампере по обе стороны от глубоко утопленного корпуса номерного знака. Колёсная база Calais была увеличена до 130 дюймов (3302 мм). Интерьер был переработан: появилась новая изогнутая приборная панель с отделкой из матового алюминия. Сидения были обиты либо стандартной тканью, либо дополнительным винилом.
В 1972 году габаритные огни были перенесены с бампера на решётку между фарами в квадратных рамках, которые теперь были расположены шире. На капоте вновь появилась традиционная эмблема «V». Новые стандартные функции включали систему защиты бампера, автоматическое отключение стояночного тормоза, ремни безопасности для помощи пассажирам и систему сквозной вентиляции.
В 1973 году были обновлены бамперы, а в 1974 году решётка радиатора была расширена. Также в автомобили были внедрены подушки безопасности.
В 1975 году классические круглые фары уступили место прямоугольным с указателями поворота. Также появилась новая решётка радиатора с поперечной штриховкой и надписью Cadillac на капоте.
В 1976 году Cadillac Calais был снят с производства. На смену пришёл Cadillac Seville.

### Галерея

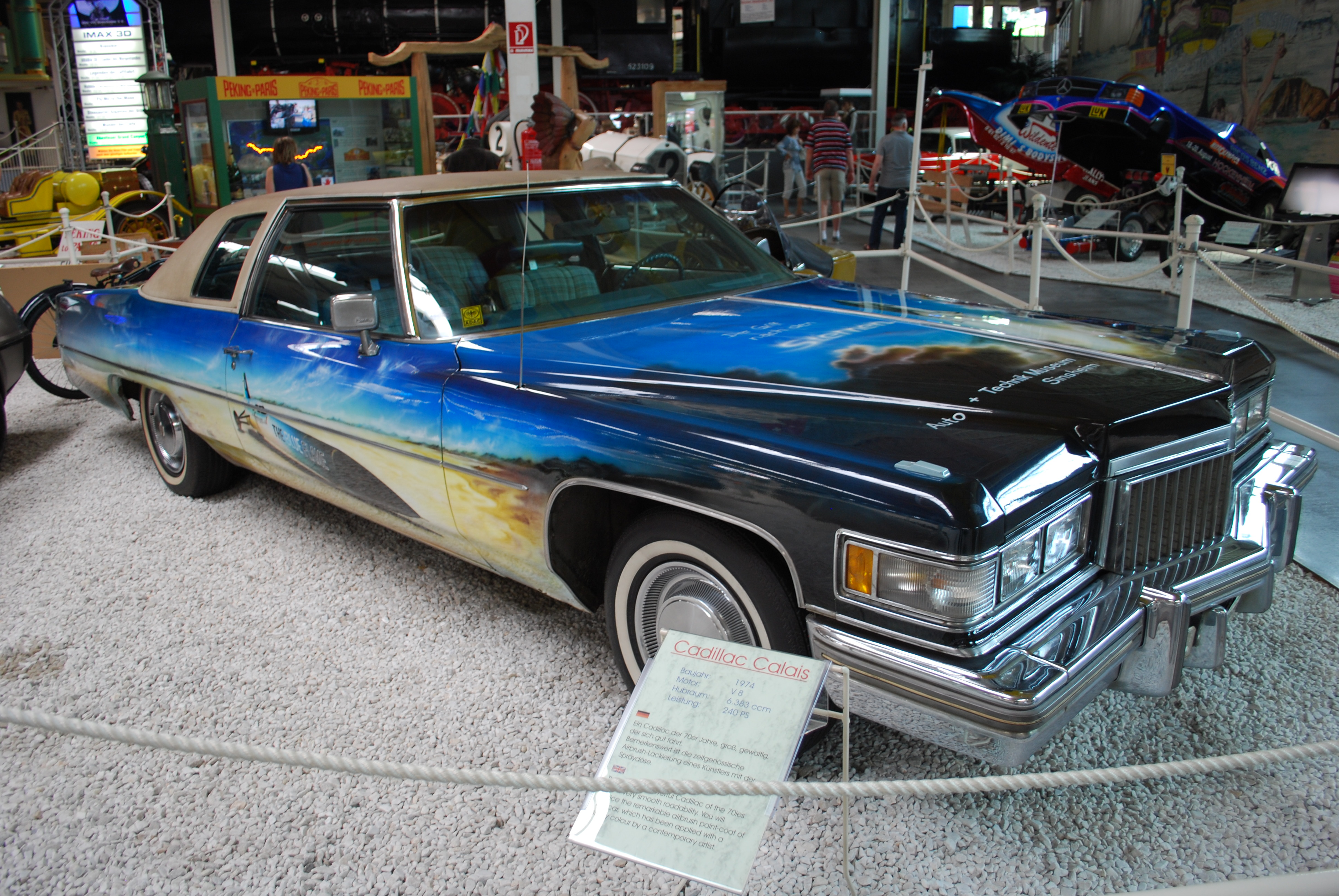
1974 Cadillac Calais
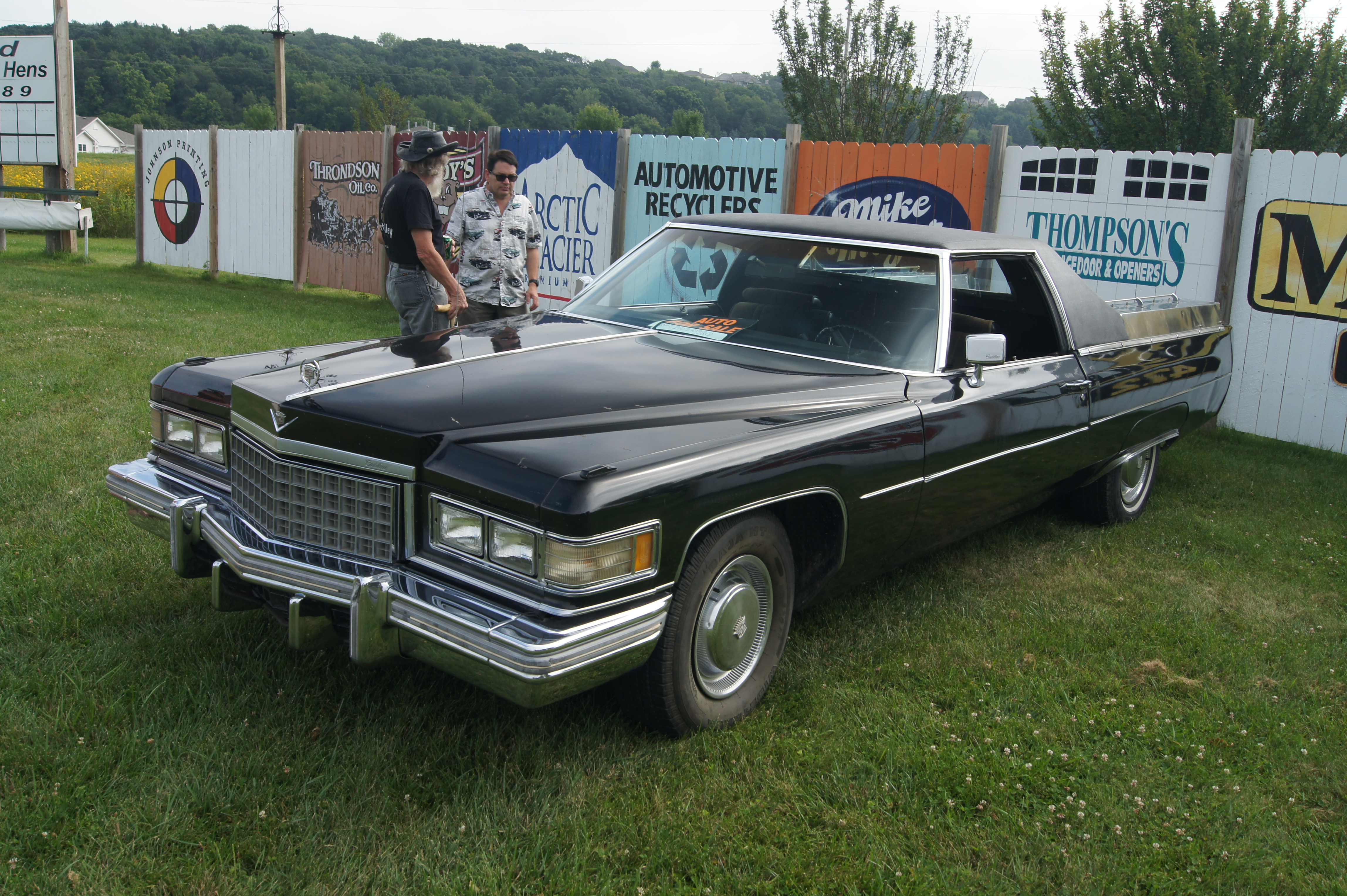
1976 Cadillac Calais Flower Car
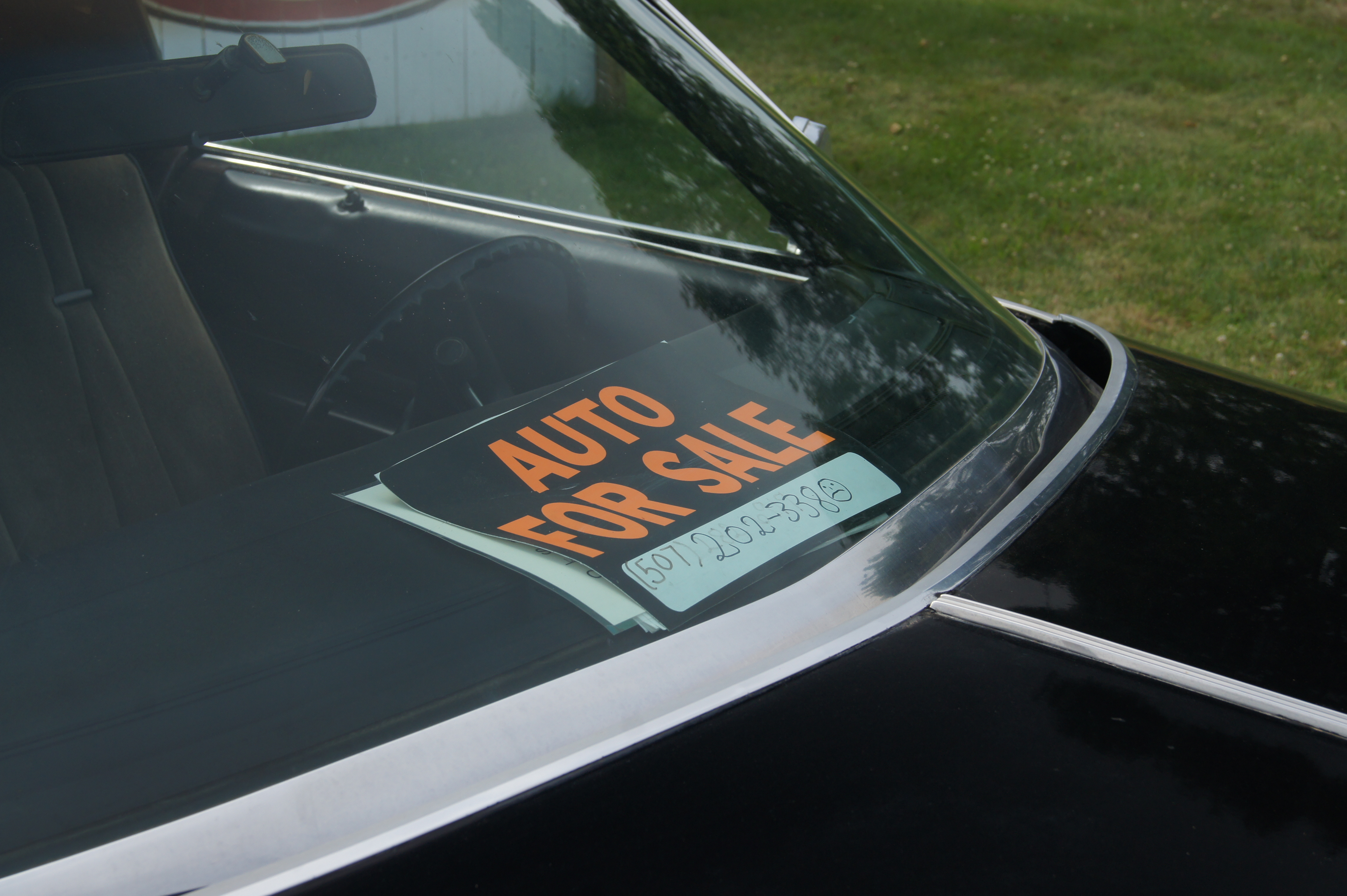
Объявление о продаже
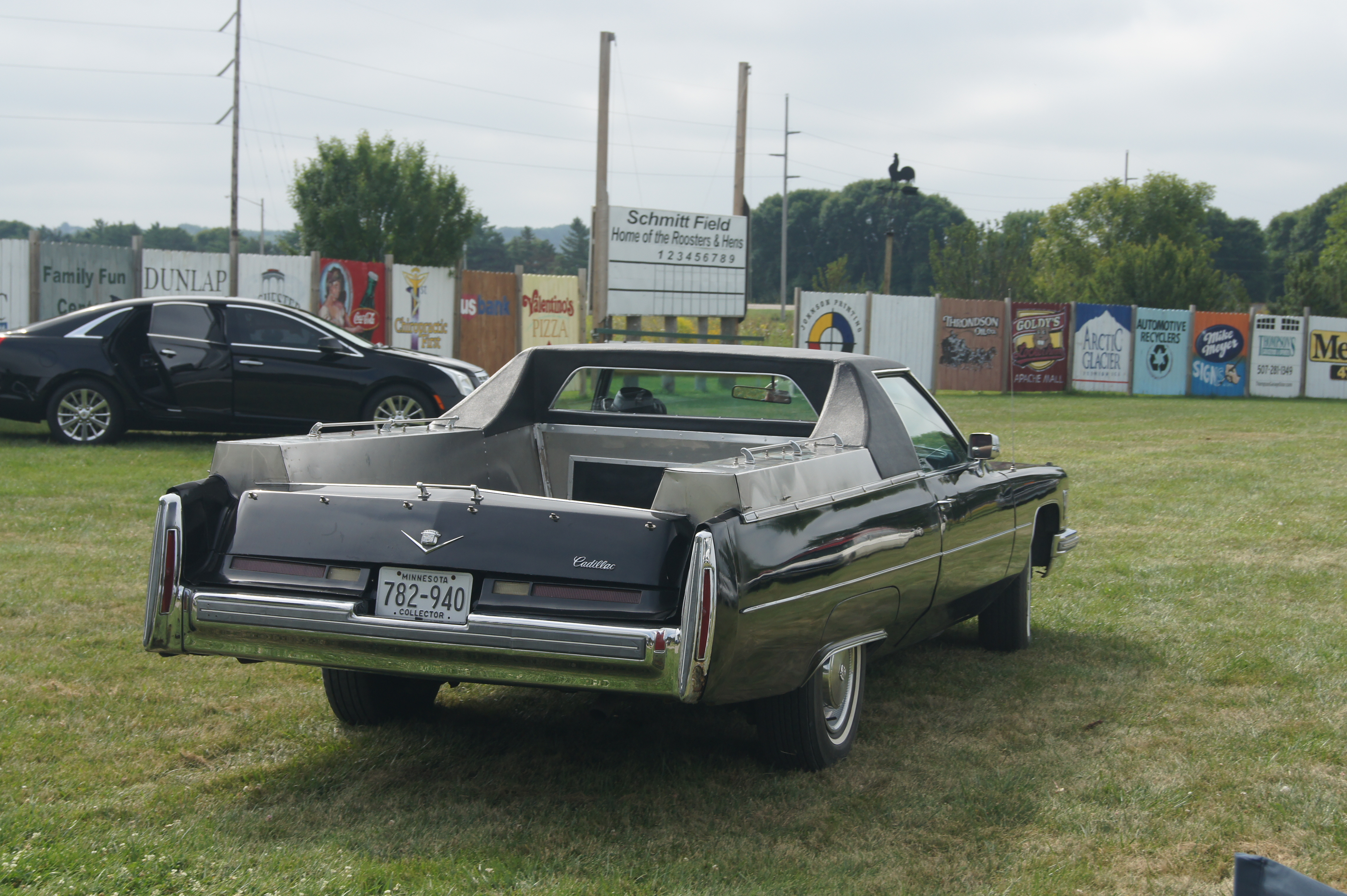
Вид сзади
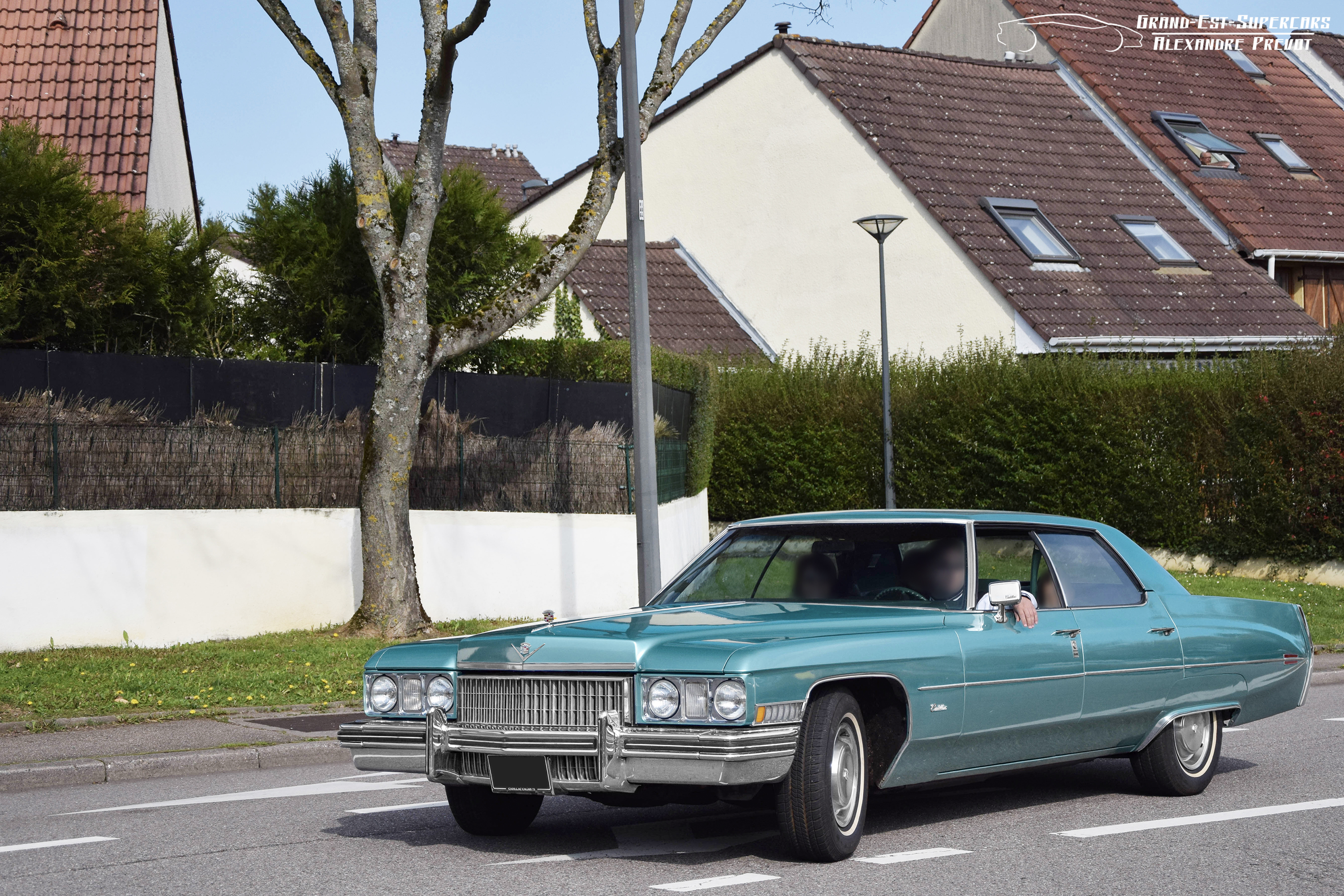
1973 Cadillac Calais